# Кушелев-Безбородко, Григорий Александрович
Граф Григо́рий Алекса́ндрович Кушелев-Безборо́дко (псевдоним — Грицко Григоренко; 20 января (1 февраля) 1832, Санкт-Петербург — 1 (13) мая 1870, Санкт-Петербург) — русский писатель

, композитор, шахматист и меценат. Устроитель подмосковной усадьбы Кораллово (1855—1871) и перигорского имения Ларош. По его приглашению Александр Дюма-отец совершил путешествие по России (1858). Основатель журналов «Русское слово» (1859) и «Шахматный Листок» (1859). Последний представитель рода Кушелевых-Безбородко, который с его бездетной кончиной в мужской линии пресёкся.

## Биография
Старший сын государственного контролёра, первого графа А. Г. Кушелева-Безбородко; наследник большого состояния Кушелевых и Безбородко. Родился в Петербурге и был крещен в Сергиевском соборе, крестник князя В. П. Кочубея, Н. Г. Репнина и княгини К. И. Лобановой-Ростовской.
Окончил Александровский лицей (1850). Служил в канцелярии Комитета министров. Г. А. Кушелев-Безбородко был крупным благотворителем, членом Императорского Человеколюбивого общества. После смерти отца (1855) стал попечителем Нежинского лицея (основанного его отцом на деньги прадеда И. А. Безбородко), а также учреждённого им детского приюта, содержал дом призрения пожилых женщин на Охте (в дальнейшем переименованного в Дом призрения престарелых бедных женщин в память графа Кушелева-Безбородко и К. К. Злобина). Григорий Александрович выразил желание содержать богадельню и обязался за себя и своих наследников с 1 января 1859 года ежегодно вносить по 11 тысяч рублей. Он принимал участие во множестве благотворительных организаций, на его деньги был издан ряд сочинений современников.
Из-за заболевания хореей чуждался светского общества, четыре года не покидал своего особняка на Гагаринской набережной. С начала 1850-х годов публиковал в периодике прозаические произведения под псевдонимом «Грицко Григоренко». Сожительство, а затем и брак с разведённой Любовью Голубцовой (1857) исключили его из аристократических кругов, сблизив с кругами литературными.

### Меценатство
В период своего брака (1857–1859) граф Кушелев устраивал музыкальные вечера и еженедельные литературные обеды с участием большого числа писателей Петербурга. Под влиянием Даргомыжского стал писать романсы. По мнению современников, «музыкальные вечера у графа Кушелева-Безбородко, по своему разнообразию и интересу, можно по справедливости сравнить с концертами Парижской консерватории». Более критичен был И. С. Тургенев: «Кушелев мне кажется дурачком — я его всё вижу играющим у себя на вечере — на цитре — дуэт с каким-то итальянским голодным холуем».
В 1858 году пригласил Александра Дюма-отца совершить путешествие по России. Принимал французского писателя на своей даче в Полюстрове.
В 1856 году приобрёл право на издание журнала «Русское слово»; издавать журнал начал с 1859 года, приняв на себя обязанности редактора и в помощники пригласив А. А. Григорьева и Я. П. Полонского. В 1860 году Кушелев-Безбородко отошёл от руководства журналом (в чём он проявил незаурядную некомпетентность); должность редактора была передана Г. Е. Благосветлову, которому в 1862-м Кушелев-Безбородко подарил журнал и типографию.
В том же году граф возглавил петербургский Шахматный клуб. Страсть к шахматной игре унаследовал он от отца; в 1845 году брал уроки у самого Кизерицкого. Известна партия, которую Кушелев сыграл в 1861 году в Сент-Джемсском клубе с Лёвенталем. Во время визита в Россию в его доме жил Игнац Колиш, которого газетчики принимали за секретаря графа.
На средства Кушелева-Безбородко были изданы:
- под редакцией Костомарова «Памятники старинной русской литературы»;
- книги стихотворений А. Н. Майкова (1858);
- первое собрание сочинений А. Н. Островского (1859);
- повести Я. П. Полонского;
- сочинения Л. А. Мея (3 т., 1862–1863);
- рисунки к сочинениям Гоголя.

В 1861 году посетил в Лондоне А. И. Герцена, в 1863-м внёс значительный вклад в «Общий фонд» (созданный в 1862-м для помощи нуждающимся молодым эмигрантам и ликвидированный в 1867-м). Помогал деньгами жертвам майских пожаров 1862 года.

### Закат жизни
Постоянные попойки с братом жены Н. Кролем и его приятелями пагубно сказались на его здоровье. После разрыва отношений с женой (окончательно в 1862 году) граф отошёл от активной литературной и общественной деятельности. Умер внезапно от удара 1 мая 1870 года, похоронен в Александро-Невской лавре.

## Литературная деятельность
С начала 1850-х публиковал очерки, рассказы и повести в журналах «Отечественные записки», «Пантеон», в газете «Молва», изданные затем в сборнике «Очерки и рассказы Грицко Григоренко» (Санкт-Петербург, 1857). В собственном журнале помещал в 1859–1861 годах путевые очерки, статьи, рассказ «Каприз богатого мальчика». В 1868 году напечатал рассказы «Рассказ соседа» и «Там свистят, а здесь плачут» в журнале «Вечерний телеграф»; тогда же издал полное собрание своих сочинений «Очерки, рассказы и путевые заметки». Произведения Кушелева не имели сколько-нибудь значительного успеха. Считалось, что он доплачивал за публикацию своих произведений.